# Idioma decani
Decani (o Deccani Urdu; también traducido como: Dakni, Dakhni, Dakhini, Dakkhani y Dakkani) (دکنی, dekanī o دکھنی , dakhanī), es una lengua hablada en la región de Deccan en el sur de la India y la lengua nativa del Pueblo deccani. Relacionado con el urdu, la forma histórica de Deccani provocó el desarrollo de la literatura urdu durante el período mogol tardío. Decani surgió como lengua franca bajo los sultanatos de Delhi y Bahmani , cuando el comercio y la migración desde el norte introdujeron el indostaníco en el sur de la India. Posteriormente desarrolló una tradición literaria bajo el patrocinio de los Sultanatos del Decán.
El idioma oficial de los Sultanatos del Decán era el persa, y debido a esto, Decani ha tenido influencia del idioma persa. En la era moderna, ha sobrevivido principalmente como lectura hablada y no se escribe con tanta frecuencia. El decani se diferencia del indostaní debido a los arcaísmos conservados de la época medieval, así como a una convergencia con las lenguas regionales del Deccan como el télugu, el tamil, el canarés y el marati que se hablan en los estados de Telangana, Andhra Pradesh, Karnataka y algunas partes de Maharashtra. Deccani ha sido influenciado cada vez más por el urdu estándar, que sirve como registro formal.
Hoy en día se hablan tres dialectos principales del urdu decani: urdu de Hyderabadi, urdu de Mysore y urdu madrasi. Hyderabadi Urdu es el más cercano de estos dialectos al urdu estándar.
El término "Decani" y sus variantes se utilizan a menudo en dos contextos diferentes: uno histórico, obsoleto, que se refiere al predecesor literario del hindi-urdu en la era medieval; y uno oral, refiriéndose a la lectura hablada en muchas áreas del Deccan hoy. Ambos contextos tienen vínculos históricos intrincados.

## Fonológia

### Consonantes
|                                       |              | Labiales | Dentales/ Alveolares | Retroflejas | Post-alv./ Palatales | Velares | Glotales |
| ------------------------------------- | ------------ | -------- | -------------------- | ----------- | -------------------- | ------- | -------- |
| Nasales                               | Sonoras      | m        | n                    | ɳ           |                      | ŋ       |          |
| Nasales                               | Entrecortada | mʱ       | nʱ                   |             |                      |         |          |
| Oclusivas/ Africadas                  | Sordas       | p        | t                    | ʈ           | tʃ                   | k       |          |
| Oclusivas/ Africadas                  | Aspiradas    | pʰ       | tʰ                   | ʈʰ          | tʃʰ                  | kʰ      |          |
| Oclusivas/ Africadas                  | Sonoras      | b        | d                    | ɖ           | dʒ                   | ɡ       |          |
| Oclusivas/ Africadas                  | Entrecortada | bʱ       | dʱ                   | ɖʱ          | dʒʱ                  | ɡʱ      |          |
| Fricativas                            | Sordas       | f        | s                    |             | ʃ                    | x       | h        |
| Fricativas                            | Sonoras      |          | z                    |             |                      | ɣ       | h        |
| Vibrantes múltiples/Vibrantes simples | Sonoras      |          | r                    | ɽ           |                      |         |          |
| Vibrantes múltiples/Vibrantes simples | Entrecortada |          | rʱ                   |             |                      |         |          |
| Aproximantes                          | Sonoras      | ʋ        | l                    | ɭ           | j                    |         |          |
| Aproximantes                          | Entrecortada | ʋʱ       | lʱ                   |             | jʱ                   |         |          |

- /h/ se puede escuchar como [h] sorda o [ɦ] sonora en todos los dialectos.
- El /q/ del urdu se fusiona con /x/.

### Vocales
|              | Anteriores | Centrales | Posteriores |
| ------------ | ---------- | --------- | ----------- |
| Cerradas     | iː         |           | uː          |
| Cerradas     | ɪ          |           | ʊ           |
| Semicerradas | e          | ə         | o           |
| Abiertas     |            | aː        | aː          |

- /e, o/ puede tener alófonos laxos de [ɛ, ɔ] cuando preceden a consonantes en posición medial.
- Los sonidos diptongos incluyen /əi, əe, əu, əo/.[6]
- /əi/ se puede escuchar como [æ] después de  /h/.
- /əu/ se puede escuchar como [ɔː] en las posiciones iniciales.[7]

## Legado

### indostánico
Decani a menudo se considera un predecesor del indostaníco. La tradición literaria deccani es en gran parte responsable del desarrollo del indostaní moderno, ya que el contacto con los poetas del sur provocó un cambio en los gustos del norte y el desarrollo del urdu como lengua literaria. Decani también impartió la práctica de escribir la lengua vernácula local en escritura persoárabe, que eventualmente se convirtió en la práctica estándar para el urdu en todo el subcontinente indio.